# أليكساندر غيروكس
أليكساندر غيروكس هو لاعب هوكي جليد كندي، ولد في 16 يونيو 1981 في مدينة كيبك في كندا.

## وصلات خارجية
- أليكساندر غيروكس على موقع دوري الهوكي الوطني (الإنجليزية)
- أليكساندر غيروكس على موقع الدوري الأمريكي لهوكي الجليد (الإنجليزية)
- أليكساندر غيروكس على موقع دوري الهوكي للقارات (الإنجليزية)
- أليكساندر غيروكس على موقع EliteProspects.com (الإنجليزية)
- أليكساندر غيروكس على موقع Eurohockey.com (الإنجليزية)
- أليكساندر غيروكس على موقع HockeyDB.com (الإنجليزية)
- أليكساندر غيروكس على موقع Hockey-Reference.com (الإنجليزية)